# Abbie Hoffman
Abbot Howard „Abbie” Hoffman (ur. 30 listopada 1936 w Worcester w stanie Massachusetts, zm. 12 kwietnia 1989 w New Hope w stanie Pensylwania) – amerykański aktywista społeczny pochodzenia żydowskiego, założyciel Międzynarodowej Partii Młodych (tzw. Yippies).

## Życiorys
Podczas protestów przed Pentagonem w latach 60., obiecywał doprowadzić do lewitacji budynku za pomocą medytacji. W maju 1967 roku Hoffman zorganizował Flower Brigade jako oficjalną część nowojorskiej parady na cześć żołnierzy w Wietnamie. Za zorganizowanie demonstracji antywojennej podczas konwencji Partii Demokratycznej w Chicago w sierpniu 1968 roku postawiony został razem z tzw. „siódemką z Chicago” w stan oskarżenia i skazany na pięć lat pozbawienia wolności – wyrok po apelacji z uwagi na ewidentne naruszenie prawa unieważniono. W mowie końcowej Hoffman powiedział: „Ameryko, wtrącasz swoją młodość do więzienia. Naszą zbrodnią jest idealizm. Stara prawda mówi, że możesz uwięzić rewolucjonistę, ale nie uwięzisz rewolucji”.
Zmarł na skutek zażycia 150 tabletek fenobarbitalu. Jego śmierć uznano oficjalnie za samobójstwo.